# Завихост
Завихост (пол. Zawichost, рус. Завихость) — город в сандомирском повете Свентокшиского воеводства Польши, административный центр гмины Завихост. Город расположен на реке Висле. 
Население — 1888 жителей (2004).

## История
Неизвестно, когда Завихост получил первый раз статус города, но сохранял он его до 1888 года и получил снова с 1926 года. Завихост был кастелянском городом и усадьбой старосты. 
В 1205 русский князь Роман Мстиславич Галицкий потерпел здесь поражение от войск Лешка Белого и сам погиб. Казимир Великий построил укреплённый монастырь и замок. 
Город был разрушен в 1241, 1259 и 1500 годах татарами, в 1655 году шведами и 1657 году — венграми.
Во времена Российской империи город входил в состав Сандомирского уезда Радомской губернии.

## Известные уроженцы
- Хорембальский, Винсент (1890—1960) — польский скульптор.